# Enslaved: Odyssey to the West
Enslaved : Odyssey to the West est un jeu vidéo d'action-aventure édité par Namco Bandai et développé par Ninja Theory (Heavenly Sword, DmC: Devil May Cry et Hellblade: Senua's Sacrifice). Le jeu est sorti le 5 octobre 2010 aux États-Unis et le 8 octobre 2010 dans l'Union européenne sur Xbox 360 et Playstation 3 puis fut porté sur Microsoft Windows le 25 octobre 2013. L'histoire se déroule dans une Amérique post-apocalyptique envahie de robots ayant comme seul but de tuer les derniers survivants de l'humanité. Monkey et Trip, nos deux héros, devront s'entraider dans ce monde en ruine pour survivre à un terrible voyage qui leur fera traverser les États-Unis d'est en Ouest.

## Synopsis
Les évènements du jeu se déroulent plus de 150 ans dans le futur. Après qu’une immense guerre ait ravagé une grande majorité de la population, transformant notre monde en un immense No Mans' Land où la nature a petit à petit repris ses droits, les quelques humains encore vivants sont regroupés dans différentes petites colonies où ils doivent constamment se battre pour leur survie. La plus grande menace dans ces terres désolées sont des robots, des vestiges abandonnés de la guerre toujours en état de fonctionnement qui ne sont censés être programmés que pour une seule chose, tuer les humains. Mais en plus des robots qui errent sans but dans les ruines de l’ancien monde les colonies devront également faire face à de mystérieux vaisseaux esclavagistes. Ces « navires volants » traquent et capturent les derniers survivants sur Terre pour les amener dans un lieu inconnu où ils sont, le suppose t-on, réduits en esclavage.
Le jeu débute alors que Monkey, le personnage jouable, se retrouve enfermé dans une capsule à bord de l'un de ces fameux vaisseaux esclavagistes. Alors que Monkey cherche une solution pour se sortir de là, il assiste impuissant à l’évasion d’une autre prisonnière. Ignorant ses appels de détresse, cette dernière déclenche une explosion endommagent gravement le vaisseau. Grâce à l’explosion, Monkey réussit à sortir de sa capsule qui récupère alors son matériel de combat et commence la traversée du vaisseau.
Pendant sa traversée, Monkey voit l'une des ailes du vaisseau percuter ce qui était autrefois la statue de la Liberté. Il comprend à ce moment-là que le convoi est sur le point de s'écraser sur l'ancienne ville de New York et que son seul moyen de survivre est de trouver une capsule de sauvetage.
Finalement, il parvient in extremis à s'accrocher à la capsule pilotée par la même jeune femme ayant déclenché l'explosion (la dernière capsule à bord), l’atterrissage est brutal et Monkey perd connaissance. À son réveil, la jeune femme, qui se nomme Trip (diminutif de Tripitaka) lui apprend qu'elle lui a posé une couronne d'asservissement (une couronne normalement destinée aux esclaves). La couronne, réglée sur sa voix à elle, lui assure l’obéissance de Monkey sous menace de forte douleurs crâniennes pouvant aller jusqu'à entraîner la mort. Elle lui explique également que si elle venait à mourir pour une raison ou une autre, la couronne le tuerait immédiatement.
Trip propose alors un marché à Monkey, si ce dernier la maintient en vie et qu’il réussit à la ramener dans sa colonie à plus de 500 km alors Trip lui enlèvera la couronne, un marché que Monkey se verra obliger d’accepter. Commence alors une traversée d’est en ouest des États-Unis ou nos deux compagnons de fortune devront apprendre à se faire confiance pour survire dans ce monde aussi beau que dangereux.

## Système de jeu
Le joueur contrôle Monkey en vue à la troisième personne et jonglera principalement entre phase de combat et phase de plateforme. Au combat, Monkey dispose d'un bâton bō faisant office à la fois d'arme de corps à corps et de lance-projectiles. Monkey dispose de deux types de projectiles représentées par des cylindres de couleur, les munitions orange sont des charges plasma pouvant causer des dégâts aux ennemies ou à certaines structures dans le décor tandis que les munitions bleues sont des déflagrations électromagnétiques paralysent temporairement les robots. Aux corps à corps, le joueur pourra attaquer les ennemies avec une attaque simple, une attaque lourde, un balayage permettant d'éloigner les ennemies mais ne leur causant aucun dégât et une charge flash qui "désactive" les ennemies et les empêche de parer. Le joueur dispose également d'un gant pouvant créer un bouclier personnel, parant temporairement les attaques ennemies.
Les différents mouvements et munitions permettent différentes approches d'un affrontement, les machines ennemies pouvant attaquer à distance ou disposer d'un bouclier. Certains robots peuvent être utilisés pour attaquer les autres ennemis en utilisant la mitrailleuse accrochée à leur bras ou en lançant un robot sur le point d'exploser dans la mêlée. Certain robots essayeront d'appeler du renfort pendant vos affrontements, un compte à rebours sera visible au-dessus de leur tête et si le joueur n'arrive pas a détruire le robot avant la fin du décompte, alors d'autres robots se joindront aux combats.
Monkey dispose également d'un "Nuage" (Cloud en version originale), un dispositif qui crée une plateforme pouvant être utilisée comme hover board pour parcourir des étendues d'eau ou de terre en peu de temps, des orbes bleus donnant une courte accélération. Les phases d'escalade et de plateforme se font quand Monkey doit grimper sur le décor pour atteindre des hauteurs. Certaines structures peuvent s'effondrer quand Monkey s'y accroche, demandant de rapides déplacements afin d'éviter une chute mortelle.
Durant le jeu, Monkey est accompagné par Trip, qui le force à l'escorter et la protéger dans son voyage. Monkey se retrouve ainsi muni d'un casque directement lié à l'ordinateur que porte Trip. Il déclenche la mort instantanée de Monkey si Trip venait à mourir. Trip se rend toutefois utile en pouvant atteindre certains points en hauteur avec l'aide de Monkey, en scannant une nouvelle zone afin de repérer les éventuels dangers comme des mines ou des robots[réf. nécessaire], ou bien en projetant un hologramme tridimensionnel qui permet à Monkey d'avoir une diversion pour progresser. Au combat, Trip ne dispose que d'une décharge électromagnétique qui paralyse temporairement la machine qui l'attaque, Monkey devant détruire le robot pour effacer la menace. Ces aides ne sont disponibles que si Trip accompagne Monkey, auquel cas il se retrouve seul.
Vaincre des ennemis permet à Monkey de récupérer des tech-orbes, des petits orbes lumineuse permettant à Trip d'améliorer sa santé, son bâton, son bouclier et ses techniques de combat. Des orbes sont aussi cachés un peu partout dans les décors, ce qui nécessite une exploration complète des lieux.
Le joueur pourra également collecter des masques, au nombre de 26, qui déclenchent de mystérieuses hallucinations à Monkey.

## Développement
Après la sortie de Heavenly Sword en 2007, Ninja Theory avait l’intention de développer une suite, mais Sony Computer Entertainment, l'éditeur du premier opus, aurait demandé au studio de stopper le développement du jeu, jugeant le projet comme « commercialement non viable ».

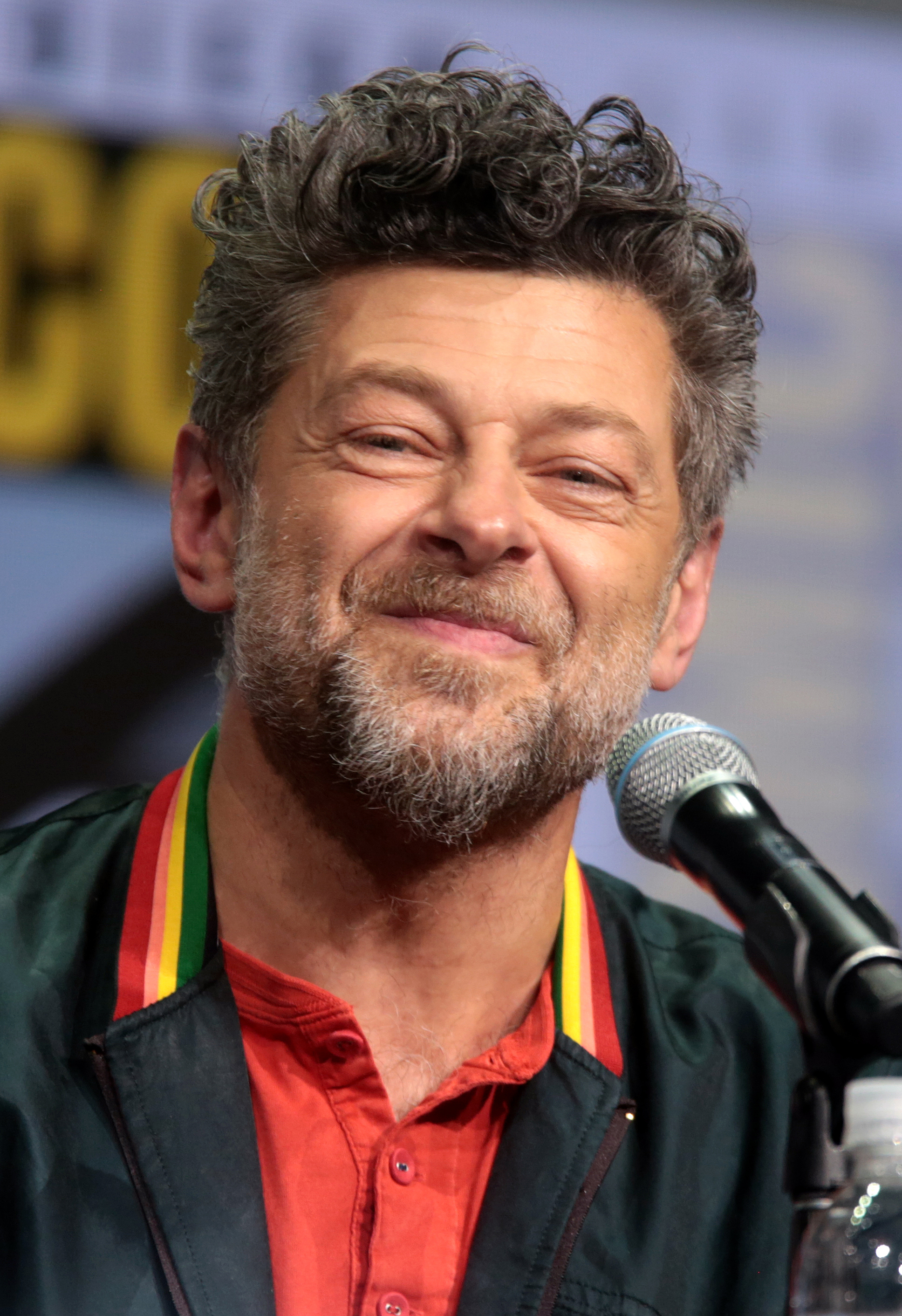
Andy Serkis prête ses traits ainsi que sa voix au personnage de Monkey à l'aide de la Performance capture.

Après cela le studio prit la décision de rechercher un financement auprès d’un autre éditeur pour leur prochain projet. Projet qui deviendra finalement Enslaved: Odyssey to the West.
Initialement, le jeu devait être accompagné d'un film en CGI, Ninja Theory présentera le projet à plusieurs studios hollywoodiens mais aucun ne fut intéressé et l'idée finit par être abandonnée,.
La société a consacré trois mois à la création de matériel promotionnel pour convaincre les éditeurs de signer le jeu. Un certain nombre d’éditeurs ont vu des documents de conception détaillé ainsi qu'une bande-annonce en CGI de deux minutes, l’équipe reçut des réponses enthousiastes de leur part et c'est finalement la société Bandai Namco Games qui éditera le jeu.

Tout comme dans Heavenly Sword, Ninja Theory a fait appel au célèbre acteur Andy Serkis (Gollum dans la saga Le Seigneur des Anneaux) pour réaliser la performance capture du personnage de Monkey. Le studio a utilisé la capture de mouvement dans le but de capturer des émotions humaines réalistes. Serkis a estimé que la capture de mouvement permettait également de meilleures performances de dialogue en permettant aux acteurs de s’immerger dans l’histoire, de s’engager émotionnellement, offrant ainsi de meilleures performances,,.

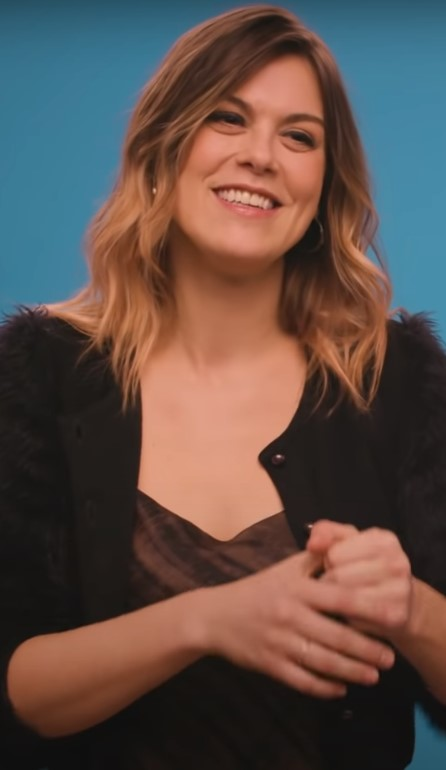
Lindsay Shaw, l'interprète de Trip dans Enslaved: Odyssey to the West

Le personnage de Trip est interprété par l'actrice Lindsay Shaw, qui a été choisie lors d'un casting à Los Angeles impliquant plus de 50-60 actrices. Le personnage de Pigsy quand t'a lui est interprétée par l'acteur Richard Ridings, déjà présent dans Heavenly Sword sous les traits du personnage de Roach.
Le scénario d'Enslaved: Odyssey to the West est écrit par Tameem Antoniades (directeur créatif et fondateur du studio) et Alex Garland (28 Jours plus tard, Sunshine, Annihilation). Garland, qui à la base n'était embauché quand tant que scénariste, s'investira tellement dans le développement du jeu qu'il finira par être crédité également en tant que designer. Antoniades dira en parlant de Garland  « Quand nous avons eu Alex à bord, j’ai pensé que c’était principalement pour l’écriture des dialogues, mais il a fini par faire beaucoup plus. Il a travaillé avec les concepteurs pendant des semaines sur tous les aspects du jeu. Il est crédité en tant que concepteur sur le jeu. » « La meilleure chose à propos de travailler avec des gens du cinéma, s’il y a un respect mutuel, c’est que vous apprenez énormément d’eux. J’ai appris plus d’Alex au cours des deux dernières années que je ne l’ai probablement appris au cours des huit dernières années »,
Nitin Sawhney, qui avait déjà collaboré avec Ninja Theory sur Heavenly Sword, a été le compositeur musical du jeu. Selon Sawhney, le thème principal de la bande originale est principalement basé sur « le voyage, la transition et la résolution », ce qui reflète également la relation dynamique des deux protagonistes. Sawhney a également déclaré que sa deuxième collaboration avec Ninja Theory était plus fluide que la précédente car il avait eu accès a plus de contenue sur le jeu comme un script ou des animations à utiliser comme références, pendant qu’il composait la partition,.

## Influence
Le scenario est très librement inspiré du roman chinois La Pérégrination vers l'Ouest (aussi connue sous le nom de « Journey to the West » dans les pays anglophones ), écrit par Wu Cheng'en aux XVIe siècle. Le roman retrace l'expédition du moine bouddhiste Xuán Zàng (玄奘), également appelé Táng Sān Zàng (唐三藏), « Tripitaka de l'Empire des Tang », qui se rendit de Chine en Inde pour en rapporter les textes authentiques du courant de la « Conscience seule » (yogācāra), afin de les traduire en chinois. Pour l'aider dans sa quête, le moine sera accompagné de Quatre protecteurs, un singe immortel connu sous le nom de Sūn Wù Kōng, un dragon nommé Lóngwáng Sānjūn, Zhū Bā Jiè un cochon anthropomorphe et d'un moine des sables prénommé Shā Hé Shàng.
Tameem Antoniades déclarera avoir lu le roman et fait des recherches sur le genre wuxia pendant le développement d'Heavenly Sword, ce qui le poussa à en faire la base d'Enslaved. Cependant, Enslaved n’est qu’une adaptation libre du roman. L’équipe a décidé de s’éloigner du thème wuxia pour privilégier celui de la science-fiction, car c’était un genre que de nombreux membres de l’équipe de développement souhaitaient explorer. En conséquence, les États-Unis post-apocalyptiques ont remplacé la Chine du XVIe siècle, les mechs ont remplacé les démons et la technologie a remplacé la magie.
Au-delà du roman, Enslaved possède également quelques similitudes avec la série TV Saiyūki (également connue sous son titre anglais Monkey et souvent appelée à tort Monkey Magic en raison de la chanson originale de la série), une série japonaise diffusée de 1978 à 1980 qui elle-même était une adaptation du roman. Parmi les similitudes il y a notamment le fait que le personnage de Tripitaka soit une femme, alors que dans le roman original, le personnage est un homme.
Enslaved est loin d'être le seul jeu à s'être inspiré de cette histoire, Monkey King: Hero is back et Black Myth: Wukong en sont d'autres exemples. Tout comme la série de manga Dragon Ball.
Le jeu vidéo Ico a été l'une des inspirations pour la relation et l'interaction entre les personnages de Monkey et Trip.
Pour les décors post-apocalyptiques, Ninja Theory s'est inspiré d'une série de docu-fiction nommée Life After People, Tameem Antoniades dira à ce propos : « Nous avons regardé une émission intitulée Life After People, qui imaginait à quoi ressemblerait le monde si les gens disparaissaient aujourd’hui. Et c’est incroyable à quelle vitesse la nature récupère nos villes, et c’est incroyable à quelle vitesse les choses que nous pensons être permanentes dans la civilisation s’effondrent et disparaissent. Et ce que cela vous donne, c’est l’occasion de créer des paysages incroyablement beaux et pleins de couleurs » ,
Les développeurs se sont également inspirés des films de Hayao Miyazaki pour les décors.

## Personnages
- Monkey : Andy Serkis (V. F. : David Kruger) : Monkey est le personnage jouable. Son nom "Monkey" est en fait un surnom que lui ont donné les différentes colonies qu'il a fréquentées par le passé. Il dit lui-même ne pas connaitre son vrai nom, ses parents étant morts alors qu'il était très jeune à la suite d'une attaque de robots. Son surnom "Monkey" lui vient de ses capacités physique et acrobatique exceptionnelles, lui permettant de se mouvoir « comme » un singe. Au départ, Monkey est une personne solitaire, brutale et cynique mais son comportement et sa relation avec Trip évolueront au fur et à mesure de leur voyage. Monkey est basé sur le Roi Singe, Sun Wukong. Même si Monkey n'est pas un singe, il est extrêmement agile et les deux partagent beaucoup de points communs. Le premier chapitre du roman nous parle de la naissance de Wukong, né d’un œuf de pierre au sommet des montagnes de fleurs et de fruits. Dans le premier chapitre d'Enslaved, Monkey s’échappe d’une cellule en forme d’œuf, reflétant l’origine de son homonyme. Les vêtements de Monkey et Wukong sont très similaires, les deux ont tendance à ne pas porter de chaussures et les vêtements de Monkey donnent même l’illusion qu’il possède une queue. Ils se battent tous les deux avec un long bâton et possèdent tous deux un « nuage » pour se déplacer, même si dans le cas de Wukong, c'est un vrai nuage avec des propriétés magiques alors que celui de Monkey est une technologie utilisant des champs électromagnétiques statiques.

- Trip : Lindsey Shaw (V. F. : Laura Blanc) Tripitaka, plus souvent appelée Trip, est une jeune femme venant d’une communauté autonome entièrement gérée par son père. Au début du jeu, elle est enfermée dans le même vaisseau esclavagiste que Monkey mais réussit à s'évader et à causer une explosion provoquant le crash du vaisseau. De retour sur la terre ferme, Trip pirate une couronne d'esclave et la place sur la tête de Monkey alors inconscient, l'obligeant à la protéger jusqu'à ce qu'il réussisse à la ramener dans sa colonie. Trip est extrêmement douée pour le piratage et la reprogrammation, au début de l'aventure, elle réussit à pirater une caméra-libellule qu'elle utilisera pour détecter des mines ou découvrir une faiblesse sur certain robots. Même si Trip ne peut pas réellement se défendre, au-delà d'une décharge électromagnétique, elle saura tout de même se rendre utile pendant le voyage, elle peut ouvrir des portes, résoudre des énigmes, distraire les ennemis, et plus encore. Le personnage de Trip est inspiré du moine bouddhiste Xuán Zàng aussi appelé Sanzang (chinois : 三藏 ; pinyin : Sānzàng), traduction chinoise de Tripitaka (« trois corbeilles »), terme qui désigne le canon bouddhique et, par extension, les moines qui en ont la maîtrise. Le choix de faire de Trip un personnage féminin et non masculin comme dans le roman d'origine est quant à lui une inspiration de la série TV Monkey, une autre adaptation du roman.
- Pigsy : Richard Ridings (V.F. : Paul Borne) Pigsy est un vieil ami de Trip et son père, il est plutôt petit de taille et sa corpulence, son nez large, plat et retourné le font ressembler à un cochon. Le joueur le voit pour la première fois chez lui, à l’intérieur d’une usine de mech abandonnée ou Monkey et Trip lui demanderont de l'aide pour leur voyage. Sa loyauté et sa débrouillardise le rendent extrêmement important. Pigsy possède divers tatouages de pin-up girls sur son corps et il a également le mot « sexy » écrit sur les phalanges de sa main gauche. Sa main droite quant à elle est une main bionique que Pigsy utilise notamment comme grappin pour atteindre des points en hauteur à fin d'utiliser son fusil de précision. Pigsy est secrètement amoureux de Trip. Le personnage du roman dont est inspirée Pigsy est celui de Zhū Bā Jiè (parfois appelée Pigsy dans la série TV) un cochon anthropomorphe également disciple du moine Xuanzang.

## Pigsy's perfect 10
Pigsy’s Perfect 10 est une extension téléchargeable d’Enslaved. Il s’agit d’une préquelle à l’histoire principale où les joueurs prennent le contrôle du personnage Pigsy. Se déroulant avant les événements d’Enslaved, Pigsy mène une vie solitaire dans la casse avec comme seul compagnon, un petit robot volant nommé « Truffles » qui l’aide à repérer des pièces de mech tout en lui fournissant des conseils au combat. À cause de sa solitude, Pigsy décide de se construire un ami. Cela nécessitera trois composants clés que lui et Truffles devront trouver dans la cour à ferraille peuplée de mechs.
Vu que le joueur prend le rôle de Pigsy et non de Monkey, le gameplay change radicalement. Bien que Pigsy puisse encore grimper sur le terrain, il ne peut pas escalader les bâtiments aussi rapidement ou athlétiquement que Monkey. Au lieu de cela, il utilise une main de grappin mécanique attachée à la sienne pour atteindre des endroits plus élevés et se balancer au-dessus des obstacles et des grands espaces. Au combat, Pigsy manie un fusil à longue portée ainsi que des grenades. La furtivité est également une approche préférable, nécessitant parfois d’éviter complètement le combat,.

## Réception

### Ventes et récompenses
Malgré les critiques élogieuses, le titre n'a pas rencontré le succès commercial escompté. L'éditeur pensait d'ailleurs atteindre le million de ventes dans le monde. Hélas, seulement 460 000 du jeu copies seront vendues d'ici février 2011 n'atteignant même pas la moitié de l'objectif fixé. En septembre 2011, Tameem Antoniades, le patron du studio Ninja Theory confirma que les développeurs ont abandonné l'idée d'une suite pour se concentrer sur d'autres projets à la suite de la mauvaise performance commerciale du titre.
Le jeu a été nommé aux DICE Awards dans la catégorie « jeu d’aventure de l’année ». Il a également été nommé au prix Ivor Novello dans la catégorie Meilleure musique de jeu vidéo originale et Garland et Antoniades ont remporté le prix du meilleur jeu au UK Writers GuildAward,,.